# Loi de Pouillet
La dénomination loi de Pouillet est utilisée pour désigner deux lois en relation avec l'électrocinétique.

## Loi de Pouillet pour un circuit
Cette loi permet de calculer l'intensité dans un circuit série en maille simple composé de dipôles actifs linéaires et de conducteurs ohmiques. Découverte expérimentalement par Claude Pouillet, elle découle de la loi d'Ohm.
On considère une maille composée de {\displaystyle n} dipôles actifs linéaires {\displaystyle D_{1},...,D_{n}} et de {\displaystyle p} conducteurs ohmiques de résistances respectives {\displaystyle R_{1},...,R_{p}}. 
Par théorème de Thévenin, chaque dipôle actif linéaire {\displaystyle D_{k}} est équivalent à son modèle de Thévenin, constitué d'une source idéale de tension de force électromotrice {\displaystyle E_{k}} et d'un résistor de résistance {\displaystyle r_{k}} en série.
Alors, en notant {\displaystyle v_{E_{m}}} la tension aux bornes de la source idéale de tension de force électromotrice {\displaystyle E_{m}} en convention générateur, l'intensité i qui parcourt la maille est :
{\displaystyle i={\frac {\sum _{m\mathop {=} 1}^{n}v_{E_{m}}}{\sum _{l\mathop {=} 1}^{n}{r_{l}}+\sum _{k\mathop {=} 1}^{p}{R_{k}}}}}
Attention : Il ne faut pas confondre {\displaystyle E_{m}} et {\displaystyle v_{E_{m}}} dans la formule mathématique de la loi : cette erreur fausse totalement le résultat en affectant sans raison tous les termes de la somme au numérateur de la fraction d'un signe positif.

## Loi de Pouillet pour le calcul d'une résistance
La relation permettant de calculer la résistance en fonction de la résistivité et des caractéristiques géométriques du conducteur est appelé loi de Pouillet dans certains programmes scolaires.
{\displaystyle R={\frac {\rho \ l}{s}}}
où ρ est la résistivité du conducteur, L sa longueur et s l'aire de sa section.